# 董鸡
董鸡（学名：Gallicrex cinerea）为秧鸡科的鸟类，廣泛分佈於東南亞。它是該屬中的唯一成員。

## 分類
董雞在1789年由德國博物學家約翰·弗里德里希·格梅林在他修訂和擴展的卡爾·林奈的自然系統中正式描述。他將其與骨頂雞一起歸入屬骨頂屬（Fulica），並創造了二名法名稱Fulica cinerea。格梅林的描述基於1785年英國鳥類學家約翰·萊瑟姆在他的《鳥類概況》（A General Synopsis of Birds）中描述的來自中國的"冠田雞"。目前董雞是唯一一種被歸入1852年由愛德華·布萊思引入的董雞屬（Gallicrex）的物種。該屬名結合了原雞屬（Gallus）與長腳秧雞屬（Crex）。種小名cinerea源自拉丁語cinereus，意為“灰白色”。該物種是單型的：沒有亞種被確認。
傳統上認為其與白冠雞密切相關（成年雄鳥在外觀上與之極為相似），但實際上它是熱帶亞洲演化支的一員，還包含斑紋秧雞, 小秧雞屬, 紋眉秧雞和新幾內亞秧雞。

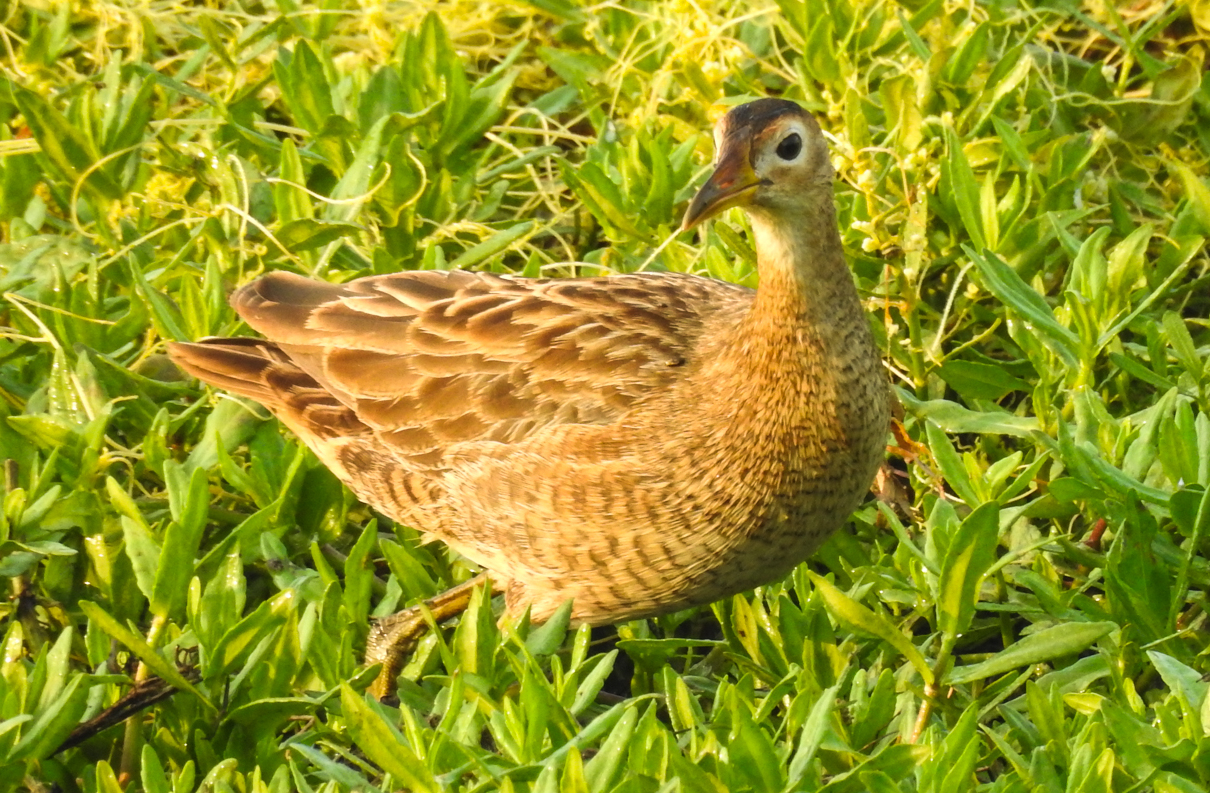
亞成鳥

## 描述
成年雄性董雞長度為43 cm（17英寸），重量為476—650 g（1.049—1.433磅）。它們主要具有黑灰色的羽毛，紅色的腿、嘴、延伸的額盾和角。年輕雄鳥顏色為淺褐色，隨著成長變暗。它們的喙是黃色的，腿是綠色的。雌鳥體型較小，長度為36 cm（14英寸），重量為298—434 g（10.5—15.3 oz）。它們上部呈深褐色，下部較淡，羽毛帶有深色的條紋和斑點。喙是黃色的，腿是綠色的。幼鳥全身為黑色，這與所有秧雞類似。該秧雞的身體側面扁平，有助於在蘆葦灘或灌木叢中更容易穿行。它們有長趾和短尾。
董雞相當隱秘，但有時會在開闊地區出現。它們是很吵的鳥類，特別是在黎明和黃昏，有著響亮的、吞咽般的叫聲。

## 分佈與棲地
分布於印度、尼泊爾、巴基斯坦印度河平原、斯里蘭卡、中國東北至華南地區、台灣、中南半島、朝鮮半島、八重山群島、馬來群島等地的沼澤地。该物种的模式产地在中国。這些大型秧雞通常在其範圍內是留鳥。

## 行為與生態

### 繁殖
它們在濕地植被中的地面乾燥處築巢，產下3至6枚卵。

### 食物和覓食
這些鳥類用嘴在泥濘或淺水中探測，也會通過視覺拾取食物。它們主要食用昆蟲、小魚和種子，並在地面上覓食。